# Pokémon edición platino
Pokémon Platinum Version (en español: Pokémon Edición Platino), conocido en Japón como Pocket Monsters Platina (ポケットモンスタープラチナ Poketto Monsutā Purachina?) es un videojuego de rol perteneciente a la serie de videojuegos Pokémon. Se puede considerar como un remake de los juegos Pokémon Diamante y Perla, tal y como lo fue Pokémon Yellow para las versiones Rojo y Azul; Pokémon Cristal para las versiones Oro y Plata; y Pokémon Esmeralda para las versiones Rubí y Zafiro. Fue lanzado al mercado el 13 de septiembre de 2008 en Japón. Vendió un millón de copias a los dos días de haber sido lanzado al mercado japonés, convirtiéndose en el juego vendido más rápido para la consola Nintendo DS. En América fue lanzado el 22 de marzo de 2009.

## Diferencias deDiamante y Perla
- El juego presenta como Pokémon principal a Giratina, e introduce su Forma Origen (オリジンフォルム Orijin Forumu?), vista en la película Giratina y el Guardián de los Cielos. Su forma antigua será conocida como Forma Modificada (アナザーフォルム Anazā Forumu?).[2][10]
- La historia involucra un disturbio que sucede en la cima del Monte Corona, que crea un portal al llamado "Mundo Distorsión (según la versión americana)" (やぶれたせかい Yabureta Sekai?), mundo natal de Giratina, en donde no existe ni el espacio ni el tiempo y en el que se desafían las leyes de la física, dando al jugador la habilidad de caminar por las paredes, techos, e ir en dirección contraria por cascadas; cuyas consecuencias han sido la disminución de la temperatura en la región Sinnoh. A los protagonistas les han sido dados nuevos trajes, para soportar el nuevo clima de la región.[11]
- Shaymin, que fue oficialmente revelado y distribuido en la película mencionada anteriormente, le es dada una nueva forma conocida como "Forma Celestial" (スカイフォルム Sukai Forumu?) o Forma Cielo, que también le agrega el tipo "Volador" al Pokémon. Cuando es intercambiado hacia las versiones Diamante o Perla, volverá a su "Forma Terrestre" (ランドフォルム Rando Forumu?).[12] En el juego podrá volver a la Forma cielo con el uso del objeto "Flor Glacidea", introducido en el juego.[13]
- En el filme, también fue entregado un Regigigas, que cuando es intercambiado de las anteriores versiones a Platino, activará un evento que hará a Regirock, Regice y Registeel capturables en Platino.[14][15]
- Antes del lanzamiento del juego, cinco siluetas de Pokémon desconocidos fueron mostradas en la página oficial del juego. Estos Pokémon fueron más tarde identificados como diferentes formas de Rotom.[16] Un objeto llamado "Llave Secreta"[17] fue distribuido a través de la conexión Wi-Fi de Nintendo, comenzando el 28 de septiembre del año de lanzamiento.[18]
- El Frente de Batalla, que hizo su debut en el juego Pokémon Esmeralda, regresa en Platino, con nuevos edificios como el Battle Castle (Castillo de Batalla), la Battle Arcade y el Battle Hail; aunque mantiene la Battle Tower (Torre Batalla) y la Battle Factory (Fábrica Batalla). En Wi-Fi Plaza, un área arcade, el jugador podrá jugar minijuegos con personas de todo el mundo.[19]

## Ciudad Rocavelo
Ciudad Rocavelo es una ciudad ubicada en el noreste de Sinnoh. Su nombre proviene del hecho de que la calle está tallada en piedra. Sus rutas de conexión son la Ruta 214 hacia el sur y la Ruta 215 hacia Pueblo Sosiego. Entre su arquitectura destacan el Centro Comercial Rocavelo, el Coliseo Rocavelo, el Casino y la Base Galaxia. Ciudad Rocavelo es la tercera ciudad más grande de Sinnoh con 54 habitantes. Este es el jefe del gimnasio (Brega).

### En el anime
Veilstone City/Rocavelo, apareció por primera vez en el episodio "Estrategia para vencer al líder". (ES) / ¡La estrategia del líder perdido! (HA) ‹N.º›, Ash y sus amigos llegan a la ciudad donde conocen a Maylene y su Lucario, luego Ash conoce a Reggie y tiene un juego con él, que Ash gana. En un episodio de Cross the Front! (ES) / ¡A través de las líneas de batalla! (HA) , Dawn decide desafiar a Maylene en el gimnasio, pero pierde ante el líder Lucario. ¡Desafía tres contra tres! (ES) / ¡Triple oportunidad de lucha! (HA) Ash decide desafiar a Maylene a una Gym Battle y, al final, Ash y su Buizel logran derrotar al Lucario de Maylene y ganar la Medalla Cobblestone.

### Lugares de interés en Ciudad Rocavelo

##### Casino de Ciudad Rocavelo
Está ubicado al sur y tiene un total de dieciséis máquinas tragamonedas. Una vez que obtenga los tokens, puede ir a la casa de premios de al lado para intercambiarlos.
En la versión europea de Pokémon Platino, no puedes jugar a las máquinas tragamonedas, solo puedes recolectar fichas o comprar fichas. Al salir, si hablamos con un hombre, nos dice: «Los casinos son peligrosos. ¿eso es porque? Porque te olvidas de la hora mientras juegas. "

##### Gimnasio de  Ciudad Rocavelo
Este es el campo de entrenamiento de la ciudad. Para luchar contra el líder Brega, debes mover los paneles que bloquean el camino del líder. Pero ten cuidado con los luchadores de karate o comenzarán una pelea de Pokémon contra ti. Después de la pelea, te dará la Medalla Adoquín y TM 60 Puño Drenaje, y te permitirá volar con MO 02 cuando estés fuera de combate.

## Vieja Mansión Bosque Vetusto
Esta misteriosa mansión, la cual esta inhabitada, se encuentra en el Bosque Vetusto, antes de llegar a Ciudad Vetusta.
En este lugar se pueden observar diferentes eventos. En la parte superior, cuando ingreses a la segunda habitación desde la derecha, verás a una niña pequeña saliendo de la siguiente habitación (la primera a la derecha) de esa habitación; puedes entrar y salir repetidamente de la habitación para que aparezca. En la parte superior, en la misma habitación donde puedes ver a la niña, puedes ver un par de ojos en la pintura, desaparecerán cuando te acerques, y si cambias de habitación, te seguirán según la posición. Abajo en el restaurante, si repites la operación anterior de entrada y salida, tu personaje ocasionalmente caminará hacia adelante cuando entres por la puerta, y verás a un anciano al otro lado de la mesa, y se alejará flotando hacia la izquierda. 
Estos personajes se mueven de formas únicas. No andan, pero van más rápido. Esto se debe a que están tratando de crear un efecto flotante.
También en una de las habitaciones, se puede encontrar un cuaderno al examinar una pila de libros. Cuando lo miras, ves un texto incompleto, y cuando intentas descifrarlo, parece decir que hay algo en la mansión. Investiga el texto del libro y podrás descifrar algo como: "Alguien se ha llevado el Motor". Esto podría ser una referencia al Pokémon Rotom (ya que el Rotom es un motor inverso) o una forma que podría tomar.

## Eventos Wi-Fi
- La Llave Secreta[20] (Secret Key): Para desbloquear las formas especiales de Rotom, en Ciudad Vetusta.
- La Tarjeta del Miembro (Member Card): Para llegar a Isla Lunanueva (Newmoon Island) donde está Darkrai.
- La Carta de Oak (Oak`s Letter): Para llegar al Paraíso Floral (Flower Paradise) donde vive Shaymin.
- La Flauta Azur (Azure Flute): Para encontrar las escaleras en la Columna Lanza que llevan a la Sala del Origen (Hall of Origin) donde reside Pokémon Arceus.
  - Nota importante: La Tarjeta Miembro, Carta de Oak y Flauta Azur no han sido repartidos. En su lugar, Nintendo repartió mediante Conexión Local al Shaymin de la película, dos Darkrais diferentes y un Arceus de nivel 100, que desbloquea un evento especial al transferirlo a Pokémon Oro HeartGold o Plata SoulSilver.

## Recepción

### Recepción crítica
Pokémon Platinum ha recibido recepción generalmente positiva. Tiene una puntuación de of 83/100 y 83.14% en Metacritic y GameRankings, respectivamente. Esta en el puesto #56 de los juegos con mayor puntuación de Nintendo DS, y en el #1542 entre los videojuegos con mayor puntuación en Game Rankings. The Anglo-Celt lo llamó un juego sólido y divertido para aquellos que han jugado Diamond y Pearl. McKinley Noble de GamePro lo llamó un gran juego, llamando a otras "terceras versiones" de la línea principal de Pokémon, "débiles" en comparación. Famitsu también alabó a Pokémon Platinum. Uno de los reseñafores comentó que los jugadores están "obteniendo mucho por su dinero", mientras que otro comentó que quienes han jugado Diamond y Pearl no lo encontrarán como "más de lo mismo." Otro reseñador no sólo alabó las características, sino también el gameplay mejorado. Un cuarto reseñador encontró una falla el ser "Diamond/Pearl en el fondo", y que como resultado, "rellenar tu Pokédex desde cero es difícil." Chris Scullion de Official Nintendo Magazine lo llamó el "juego de Pokémon supremo", aunque notó que esto fue por ser una versión mejorada de Diamond y Pearl. Nintendo Power lo llamó "todo lo que una experiencia Pokemon [sic] debe ser, y más."